# 까불이족제비여우원숭이
까불이족제비여우원숭이(Lepilemur mustelinus)는 마다가스카르 북서부에서 발견되는 여우원숭이의 일종이다. 까불이여우원숭이 또는 큰까불이여우원숭이로도 불린다. 서식지는 우림과 열대 우림이다. 등쪽은 적갈색이며, 배쪽은 잿빛의 갈색을 띤다. 이 채색은 꼬리 쪽으로 갈수록 짙어진다. 털은 길고 부드럽다. 몸 길이는 30–35 cm 정도이며, 꼬리 길이는 25-30cm이다.
까불이족제비여우원숭이는 거의 나무의 잎을 먹는 원숭이지만, 과일과 꽃을 보조적으로 먹는다. 나무 위에서 생활하는 수목형 동물이며, 나무 사이를 건너 뛰어 옮겨 다닌다. 도약하는 다른 영장류와 마찬가지로, 거리를 정밀하게 측정할 수 있는 입체시를 지니고 있다. 까불이족제비여우원숭이 집단은 한 마리의 어미와 그 새끼들로 구성된다. 수컷은 혼자 생활하며, 자신의 영역에 집착한다. 각 까불이족제비여우원숭이는 약 1,500~5000m²의 영역을 차지한다. 다른 여우원숭이들처럼 야행성 동물이다.